# Arganil
Arganil là một huyện thuộc tỉnh Coimbra, Bồ Đào Nha. Huyện này có diện tích 333 km², dân số thời điểm năm 2001 là 13623 người.